# Боголепов, Александр Александрович (дерматовенеролог)
Алекса́ндр Алекса́ндрович Боголе́пов (10 октября 1874 — 15 января 1941, Новосибирск) — русский советский дерматовенеролог. Заведующий кафедрой дерматовенерологии Томского университета (1921—1931), первый заведующий кафедрой дерматовенерологии Новосибирского медицинского института (1936—1941).

## Биография
Александр Александрович Боголепов родился в 1874 году.
В 1902 году окончил Томский Императорский университет.
С 1903 по 1911 год работал в качестве лаборанта при университетской клинике кожных и венерических болезней, возглавляемой известным сифилидологом Е. С. Образцовым. С 1911 года исполнял обязанности ассистента клиники.
В 1907 был в рабочей командировке в Париже и Гамбурге. Работал в парижском госпитале Святого Людовика, ознакомился с лабораторией немецкого дерматолога Пауля Герсона Унны.
В 1921 году получает звание приват—доцента и становится заведующим кафедрой дерматовенерологии Томского университета.
В 1926 году Боголепов получает звание профессора. С этого же года одновременно заведует кафедрой дерматовенерологии
в созданном Сибирском институте усовершенствования врачей.
В 1931 году институт усовершенствования переводится в Новосибирск. Боголепов переезжает вместе институтом, продолжая заведовать кафедрой теперь уже Новосибирского ГИДУВа.
С 1936 года и до конца жизни заведовал кафедрой дерматовенерологии Новосибирского медицинского института.
Долгие годы являлся соредактором журналов «Венерология и дерматология», «Русский вестник дерматологии», «Советский вестник дерматологии», «Сибирский медицинский архив».
Был бессменным председателем общества дерматовенерологов в Томске, а затем и в Новосибирске.
Среди учеников профессора Боголепова видный советский миколог профессор А. Н. Аравийский, В. Я. Некачалов, Е. С. Сорокин, М. И. Хасин, Л. В. Штамова, Е. Н. Лесников, возглавлявшие в последующие годы кафедры кожных и венерических болезней в Ленинграде, Омске, Новокузнецке.
Является автором более 50 научных работ, посвященных вопросам о связи бактерий с нитчатыми грибами, об эндогенном возникновении грибковых болезней, о роли фильтрующейся стадии возбудителя при грибковых заболеваниях, о связи некоторых грибковых заболеваний, в частности молочницы, с туберкулезом. Описал несколько видов грибков-паразитов человеческого организма, много занимался вопросами внутривидовой изменчивости возбудителей инфекционных болезней.
Именем А. А. Боголепова названы грибки Tilachlidium bogolepoffii, Monilia bogolepoffii, Geotrichum bogolepoffii, Mycoderma bogolepoffii, Cephalosporium bogolepoffii, Hyalopus bogolepoffii.
Заслуженный деятель науки РСФСР (1941).
Член-корреспондент французского дерматологического общества. Почётный профессор НГМУ.
Скончался 31 декабря 1947 года. Похоронен на Заельцовском кладбище Новосибирска, участок 37.
В 2005 году Сибирской ассоциацией дерматовенерологов для увековечения памяти выдающегося ученого была учреждена ежегодная Боголеповская премия.